# Batalha de Demétrias
A Batalha de Demétrias foi uma batalha naval em Demétrias na Grécia no começo da década de 1270 entre uma frota bizantina e as forças reunidas dos barões latinos da Eubeia (Negroponte) e Creta. A batalha foi acirrada, e inicialmente em favor dos latinos, mas a chegada oportuna de reforços bizantinos alterou o quadro, resultado em uma esmagadora vitória bizantina.

## Antecedentes
No recalco da Quarta Cruzada e a dissolução do Império Bizantino em 1204, o mar Egeu, uma vez o coração da marinha bizantina, foi dominado por uma mistura de principados latinos, protegidos pela força naval da República de Veneza. Seguindo a recaptura de Constantinopla e a restauração do Império Bizantino em 1261, um das principais prioridades do imperador Miguel VIII Paleólogo (r. 1259–1282) foi a defesa de sua capital de um ataque veneziano. Consequentemente, ele buscou uma aliança com a principal antagonista de Veneza, a República de Gênova, enquanto ele começou a construir sua própria marinha.
Com a ajuda de sua frota recém construída, em 1263 Paleólogo enviou uma expedição na Moreia, contra o Principado de Acaia.  À beira da vitória, as forças terrestres bizantinas foram surpreendidas e derrotadas, enquanto uma frota bizantino-genovesa foi severamente derrotada por uma frota veneziana numericamente inferior na Batalha de Settepozzi. Isso levou ao abandono da aliança genovesa com Miguel, que iniciou uma aproximação com Veneza, levando a um tratado em 1267. Com a neutralização de Veneza, a principal ameaça aos interesses imperiais no egeu eram os corsários lombardos baseados em Negroponte. A ilha foi repetidamente atacada pela frota bizantina sob Aleixo Ducas Filantropeno, mas ganhos permanentes não foram alcançados. Apenas de 1273, com a ajuda do renegado latino Licário, as forças bizantinas fizeram avanços, capturando um números de fortalezas na ilha.
No começo da década de 1270 (a data exata é incerta, mas recentes estudiosos especulam 1272/1273 ou 1274/1275),[a] Miguel VIII Paleólogo lançou uma campanha principal contra João I Ducas, governante da Tessália. Era para ser dirigida por seu próprio irmão, o déspota João Paleólogo. Para evitar qualquer ajuda que pudesse vir dos principados latinos, ele também enviou uma frota de 73 navios, liderada por Filantropeno, para perseguir suas costas. O exército bizantino, contudo, foi derrotado na Batalha de Neopatras com a ajuda das tropas do Ducado de Atenas. Com esta notícia, os senhores latinos tomaram coragem, e resolveram atacar a marinha bizantina que estava ancorada no porto de Demétrias.

## Batalha

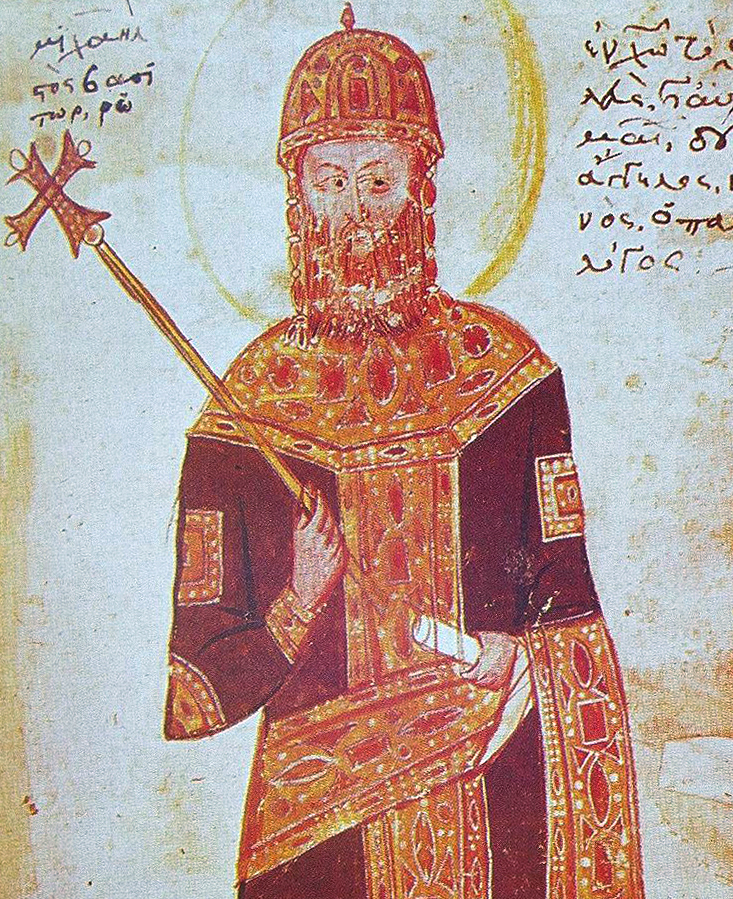
r.

Os números das frotas opostas são incertos. Para os bizantinos, Nicéforo Gregoras escreve "mais de 50" navios, enquanto o italiano Marino Sanudo menciona 80 navios imperiais. A frota conjunta latina, composta de navios lombardos e venezianos do Negroponte e Creta, é variadamente dada como 30 (Gregoras) para 62 (Sanudo). De qualquer forma, todas as fontes confirmam que a frota latina era numericamente inferior em cerca de um terço. De acordo com sua trégua com os bizantinos, os venezianos do Negroponte se mantiveram numa posição oficialmente neutra, embora alguns deles juntaram-se a frota latina como individuais.
A frota latina pegou os bizantinos de surpresa, e o ataque inicial deles foi tão violento que eles fizerem bom progresso. Seus navios, em que torres de madeira haviam sido erguidas e com a vantagem tática, muitos marinheiros e soldados bizantinos foram mortos ou afogados. Apenas quando a vitória parecia alcançar os latinos, no entanto, reforços chegaram liderados pelo déspota João Paleólogo. Enquanto se afastava de Neopatras, o déspota estudou a batalha iminente. Reunindo quais queres homens que poderia, ele navegou em uma noite 40 milhas e chegou em Demétrias quando a frota bizantina estava começando a vacilar.
Sua chegada aumentou o moral dos bizantinos, e os homens de Paleólogo, transportados a bordo dos navios por pequenos barcos, começaram a repor as vítimas e viraram a maré. A batalha continuou o dia todo, mas ao cair da noite, todos os navios latinos haviam sido capturados. As vítimas latinas foram altas, e incluíram o triarca de Negroponte Guilherme II de Verona. Muitos outros nobres foram capturados, incluindo o veneziano Filipe Sanudo, que foi provavelmente o comandante geral da frota.

## Resultado
A vitória de Demétrias fez percorrer um longo caminho para mitigar o desastre de Neopatras para os bizantinos.Também marcou o começo de uma sustentada ofensiva através do Egeu: por 1278, Licário tinha dominado toda a Eubeia, exceto sua capital Cálcis, e por 1280, como mega-duque da marinha bizantina, ele tinha retomado a maior parte das ilhas egeias para o império. Suas conquistas, no entanto, não iriam durar muito depois de seu desaparecimento da história em ca. 1280. Na Eubeia, o principal ganho e feudo pessoal de Licário, os fortes bizantinos foram retomados pelos lombardos gradualmente, até eles serem inteiramente recuperados por 1296.